# Olejek anyżowy

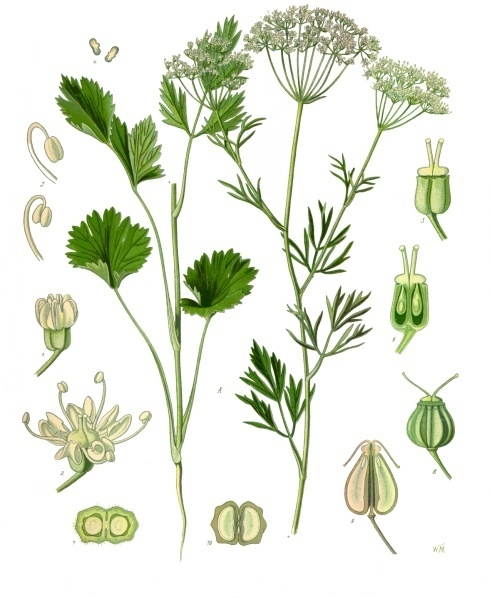
Biedrzeniec anyż

Olejek anyżowy (Anisi aetheroleum) – olejek eteryczny otrzymywany z rośliny olejkodajnej biedrzeniec anyż (Pimpinella anisum L.) z rodziny selerowatych. Dojrzałe, suche owoce anyżu (Anisi fructus) zawierają olejek, który pozyskuje się metodą destylacji z parą wodną. Olejek i jego główny składnik – anetol – są stosowane w wielu gałęziach przemysłu jako substancje zapachowe (aromatyzowanie np. artykułów spożywczych, kosmetyków, leków). Anetol jest stosowany również w procesach syntezy organicznej (był stosowany np. do produkcji stilbestrolu).

## Pozyskiwanie olejku anyżowego
| Kraj uprawy | Wydajność, % |
| Chile       | 1,4 do 2,6   |
| Hiszpania   | 3,0          |
| Meksyk      | 1,9 do 2,1   |
| Niemcy      | 2,4          |
| Syria       | 1,5 do 6,0   |
| Włochy      | 2,7 do 3,5   |

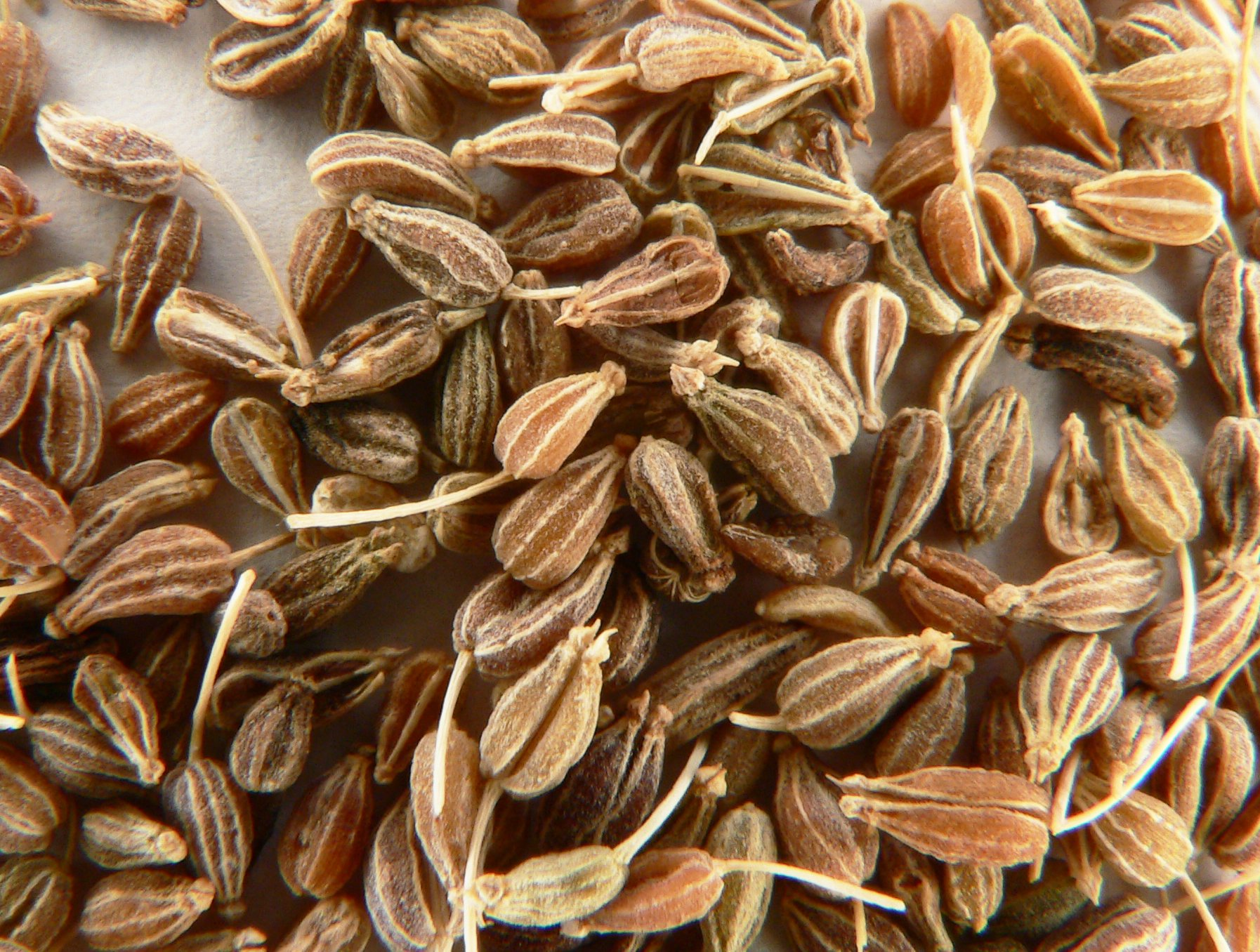
Biedrzeniec anyż – owoce

Przemysłowa uprawa anyżu jest opłacalna w krajach o klimacie ciepłym (17–20 tygodni pogody sprzyjającej rozwojowi rośliny). W Polsce bardziej korzystna jest uprawa kopru włoskiego i pozyskiwanie olejku fenkułowego, który również zawiera znaczne ilości anetolu.
Nasiona anyżu, zwane potocznie „ziarnami piżmowymi”, są poddawane destylacji z parą wodną natychmiast po rozdrobnieniu (miażdżenie walcami). Pierwsza frakcja destylatu (kilka procent całości) ma nieprzyjemny zapach. Zawiera przede wszystkim aldehyd octowy, terpeny i organiczne związki siarki. Następnie destyluje niemal czysty anetol. Destylat odbiera się w temperaturze 18–22 °C (w niższej temperaturze produkt zestala się). Otrzymuje się przeciętnie ok. 2,3% olejku. Ziarna po destylacji zawierają 17–19% białka i 16–22% tłuszczu. Po wysuszeniu są wartościową paszą dla bydła.

Olejek anyżowy powinien zawierać:
- trans-anetol: 87–94%

- estragol: 0,5–5,0%

- 2-metylomaślan pseudoizoeugenylu: 0,3–2,0%
- linalol: nie więcej niż 1,5%

- aldehyd anyżowy: 0,1–1,4%
- α-terpineol: nie więcej niż 1,2%
- cis-anetol: 0,1–0,4%

## Właściwości olejku anyżowego
| % anetolu | t.k. °C |
| 95        | 18,6    |
| 85        | 14      |
| 75        | 9,9     |
| 65        | 6,2     |

Fizyczne właściwości olejku są podawane jako wartości orientacyjne, prawdopodobnie ze względu na zależność tych cech od składu:
- temperatura topnienia = 15–19 °C[1]
- powyżej t.t − barwna lub jasnożółta ciecz, wykazująca tendencje do przechłodzenia
- charakterystyczny zapach i silny słodki smak
- skręcalność płaszczyzny polaryzacji światła (według F.P. III): αD/20 do −2°
- gęstość = 0,98–0,99[1]
- rozpuszczalność w 90° alkoholu: co najmniej 1 cm³/3 cm³ alkoholu, roztwór przezroczysty, odczyn obojętny
- współczynnik załamania światła = 1,552–1,561[1]

Olejek przechowuje się w naczyniach szczelnie zamkniętych, bez dostępu światła, ponieważ pod wpływem powietrza i światła ulega polimeryzacji. Głównym produktem reakcji jest fotoanetol, produkty dodatkowe to aldehyd anyżowy, kwas anyżowy i di-p-metoksystilben. W wyniku reakcji olejek traci zdolność do krystalizacji. Fotoanetol i di-p-metoksystilben są też składnikami pozostałości po destylacji próbki olejku na łaźni wodnej (9−10% masy olejku).

## Zafałszowania
Olejek anyżowy jest fałszowany olejkiem badianowym, olejkiem fenkułowym i syntetycznym anetolem. Zafałszowania olejkiem fenkułowym są łatwe do wykrycia metodą polarymetryczną (jest prawoskrętny). Skręcalność olejku badianowego osiąga +1°. Wykrywanie zafałszowań umożliwiają reakcje Driessena−Mareeuwa i Dávida.

## Zastosowania olejku anyżowego
Olejek anyżowy jest środkiem smakowym i aromatycznym, wykorzystywanym w przemyśle spożywczym, perfumeryjnym i farmaceutycznym oraz spirytusowym (anyżówka). Ułatwia trawienie i zmniejsza napięcie mięśni gładkich (np. Oleum Anisi stellati). Jest stosowany w przypadkach nieżytów dróg oddechowych (składnik preparatu galenowego Spiritus Ammonii anisatus oraz tabletek Azarina.